# 한예하
한예하(2014년 9월 3일~)는 대한민국의 배우, 모델이다.

## 출연

### 방송

#### 드라마
- 2017년 KBS 2TV 《황금빛 내 인생》 - 어린 서지수 역(서은수 아역)
- 2019년 TvN 《호텔 델루나》
- 2019년 TvN 《사랑의 불시착》

#### 어린이
- 2018년 EBS 1TV 《랄랄라 뿌우》
- 2021년 EBS 플러스 2 《봉구야 말해줘 3》

### 광고
- 2015년 매일유업 상하목장 요거트
- 2015년 대한민국 농림축산식품부 농산물 직거래 로컬 푸드 페스티벌
- 2015년 농업협동조합 NH농협상호금융
- 2016년 현대자동차(칸느 국제광고제 출품작)
- 2016년 삼성전자 삼성 냉장고(중화인민공화국)
- 2017년 다음카카오 카카오 T 카카오 택시
- 2017년 암웨이 엣모스피어 차량용 공기청정기
- 2018년 삼성전자 삼성 갤럭시 S9
- 2018년 반려견아카데미
- 2018년 한국자산관리공사
- 2018년 에스엘바이오텍 뉴트리코어
- 2019년 앨리웨이 광교
- 2019년 SK브로드밴드 B tv 뽀로로 TV 놀이 교실